# Coracina personata
Coracina personata là một loài chim trong họ Campephagidae.